# Bemerton
Bemerton – wieś w Anglii, w hrabstwie Wiltshire. Leży 2 km na zachód od miasta Salisbury i 128 km na zachód od Londynu.